# Tiroteo en la Línea de Control de 2023
El tiroteo en la Línea de Control de 2023, ocurrió el 24 de junio, cuando soldados indios dispararon a través de la Línea de Control (LoC) en el sector de Sattwal de Azad Cachemira contra un grupo de pastores cachemires de la aldea de Tatrinote. Dos cachemires murieron y uno resultó gravemente herido como resultado de este incidente.
Esta es la primera instancia de violación de la tregua de LoC de febrero de 2021 y se produce después de la visita del primer ministro indio Modi a los Estados Unidos.

## Víctimas
Tres víctimas fueron reportadas por el ISPR: Obaid Qayyum (22), Muhammad Qasim (55) y un tercer individuo que aún no ha sido identificado. Eran residentes de la aldea de Tatrinote, cerca de Hajira. Inicialmente, se informó que un pastor murió mientras que los otros dos resultaron gravemente heridos, pero uno de los pastores heridos más tarde sucumbió a sus heridas.

## Reacciones
Después de los tiroteos, Pakistán condenó públicamente los asesinatos y convocó al Encargado de Negocios indio para presentar una protesta en la que exigió al gobierno indio que abriera una investigación y respetara el alto el fuego para mantener la paz en la LoC. Además, las Fuerzas Armadas de Pakistán también declararon que «mientras se lanza una fuerte protesta con la parte india, Pakistán se reserva el derecho de responder de la manera que elija para proteger las vidas de los cachemires en el cinturón de la LOC», advirtiendo a la parte india de una represalia si surge la necesidad.
El Primer Ministro de Azad Cachemira, Chaudhry Anwarul Haq, también condenó los asesinatos calificando la beligerancia de la India como «la mayor amenaza para la paz y la estabilidad en la región» y pidió la intervención internacional de las Naciones Unidas y el Consejo de Seguridad.